# Premio Nacional Ambiental Antonio Brack Egg
El Premio Nacional Ambiental Antonio Brack Egg (PNA-ABE) es una distinción que otorga anualmente el Gobierno de Perú como reconocimiento al desempeño ambiental de personas naturales o jurídicas que contribuyen a la protección y conservación del ambiente, y al manejo sostenible de los recursos naturales.
Desde su creación, en 2014, se han presentado más de 2000 iniciativas y más de 130 fueron premiadas, según datos de 2022.

## Historia
El premio lleva el nombre del biólogo, científico, investigador y primer Ministro del Ambiente peruano Antonio Brack Egg, luego de una resolución ministerial del 31 de diciembre de 2014, en que el galardón se creó y demoninó como Premio Nacional Ambiental Antonio Brack Egg, en reconocimiento a su trayectoria por su «accionar y espíritu constructivo para orientar al Perú hacia la sostenibilidad».
El premio fue instaurado con el propósito de reconocer el trabajo de personas, instituciones, organizaciones o empresas para el cuidado ambiental y promover así una cultura ambientalista en el país. Desde entonces, ha servido también para identificar aquellas problemáticas que no habían sido identificadas por las autoridades, y encontrar junto con ello propuestas de soluciones para ser aplicadas en beneficio del territorio y su biodiversidad.

## Resumen de ganadores
Las buenas prácticas ambientales más destacadas son escogidas por un Cómite Evaluador, y los vencedores son premiados en una ceremonia en Palacio de Gobierno. Las categorías son «Conocimiento ambiental», «Perú natural», «Perú inclusivo», y «Perú limpio».
En 2017, la corporación multinacional estadounidense Coca-Cola, ganó el premio en la categoría «Perú natural» con mención en «protección y recuperación de ecosistemas y especies» por su proyecto de conservación y reforestación de cuencas hidrográficas en la reserva de biosfera amazónica Oxapamp-Asháninca-Yáneshe, que consistía en conservar y reforestar los bosques para mantener los caudales de ríos de dicha reserva. De acuerdo con Coca-Cola, el programa logró reponer en la naturaleza más de un millón de metros cúbicos de agua equivalente a la totalidad de agua usada en sus productos terminados.
Otros de los ganadores más relevantes de ese año también fueron la empresa GreenTech, por crear catalizadores con nanotecnología que permitían reducir la contaminación de motores de gasolina y diésel; y la Municipalidad Provincial de Concepción, por haber logrado que el 90 % de sus habitantes separasen su basura orgánica para crear compost que luego sería usado como abono para las áreas verdes del municipio.
En 2019, la empresa ISA REP (Red de Energía del Perú) ganó en la categoría «Perú limpio» con mención en «ecoficiencia empresarial» por su proyecto titulado Reducción de la Huella de Carbono corporativa: experiencias de éxitos hacia la sostenibilidad verde. Volvería a ganar en la edición Bicentenario del premio en 2022 en la categoría «Perú natural» con mención en «mitigación del cambio climático» por el programa Conexión Jaguar, que contribuyó con la biodiversidad nacional, al desarrollo de las comunidades rurales y a la preservación del jaguar, una especie en peligro de extinción en Perú.
En ese mismo año, también ganaron la Municipalidad de Lima en la categoría «Conocimiento ambiental» con mención en «educación ambiental comunitaria» por la iniciativa titulada Escuela tejiendo vínculos, transformando espacios públicos para educar sobre el medio ambiente en conjunto con promotores ambientales; y la Municipalidad Distrital de Jesús María con mención en «mejora de la calidad ambiental» por el programa de Bosques urbanos para mejorar la calidad de vida en las ciudades.